# Jean Fernel
Jean Fernel o Jean François Fernel (en llatí Joannes Fernelius Montdidier (Somme), 1497 — Fontainebleau, 1558), anomenat "El Galè modern", pels seus nombrosos escrits, fou un metge, matemàtic i astrònom francès.

## Biografia
Fernel va néixer a Montdidier (Somme); després de realitzar els seus estudis elementals a la seva terra natal, va anar a París. Allà, primer va estudiar matemàtiques i astronomia. Va escriure una Cosmotheoria (1528) on va determinar un grau del meridià entre la capital francesa i Amiens, mitjançant un comptador mecànic que havia elaborat. És la primera mesura moderna del grau de longitud terrestre.
| « | Fou vers el 1550 que fou executada per Fernel, que era metge, però també astrònom, la primera operació relativa al meridià de França; consistí en la mesura d'un arc de grau efectuada sobre la ruta de París a Amiens, comptant el nombre de voltes d'una roda de cotxe, la circumferència de la qual havia estat determinada molt exactament. Fernel s'encaminà vers el nord, tot suposant que la seva ruta estava situada en un mateix meridià, fins que hagué trobat l'alçada del pol augmentada d'un grau. El procés era matusser i, no obstant això, per un atzar singular, li donà un resultat bastant ajustat. | » |

Però Fernel sobretot ha contribuït d'una manera important a la medicina. Va introduir en el lèxic mèdic el terme "fisiologia" per descriure l'estudi de les funcions corporals. Va ser el pioner en la descripció del canal vertebral.

Representa el desig de renovació que hi va haver en el seu segle. Tot dins el quadre teòric de Galè i del vell humoralisme, el tempera amb la recerca de localitzacions precises dels productes elaborats per a cada part corporal i sobretot pels seus coneixements basats en les disseccions. Era un home pràctic i un gran observador, però estava enriquit amb un important suport; va buscar les causes ocultes ( De abditis rerum causis ) i va arribar així a oferir una síntesi de qualitat que recollia tota la medicina tradicional: Medicina, la seva obra cabdal, està dividida en 'Physiologia', 'Pathologia' i 'Therapeutica'. 

Therapeutice, seu medendi ratio

Per la seva gran erudició i per l'habilitat amb què va fer reviure l'estudi de la medicina antiga (la grega) va aconseguir gran reputació i va aconseguir una bona posició econòmica. Va ser nomenat metge de cort d'Enric II de França.
Un cràter lunar, el Fernelius, porta el seu nom com a homenatge a la seva persona.
El premi Nobel de Medicina Charles Sherrington va dedicar a Fernel el llibre Endeavour of Jean Fernel en el qual analitza la monumental obra del metge francès "Tractat de medicina", amb la qual pretenia reavaluar les idees de Galè en el seu tractat de fisiologia.

## Obres
- De proportionibus (1528), 2 parts
- Cosmotheoria (1528), 2 parts

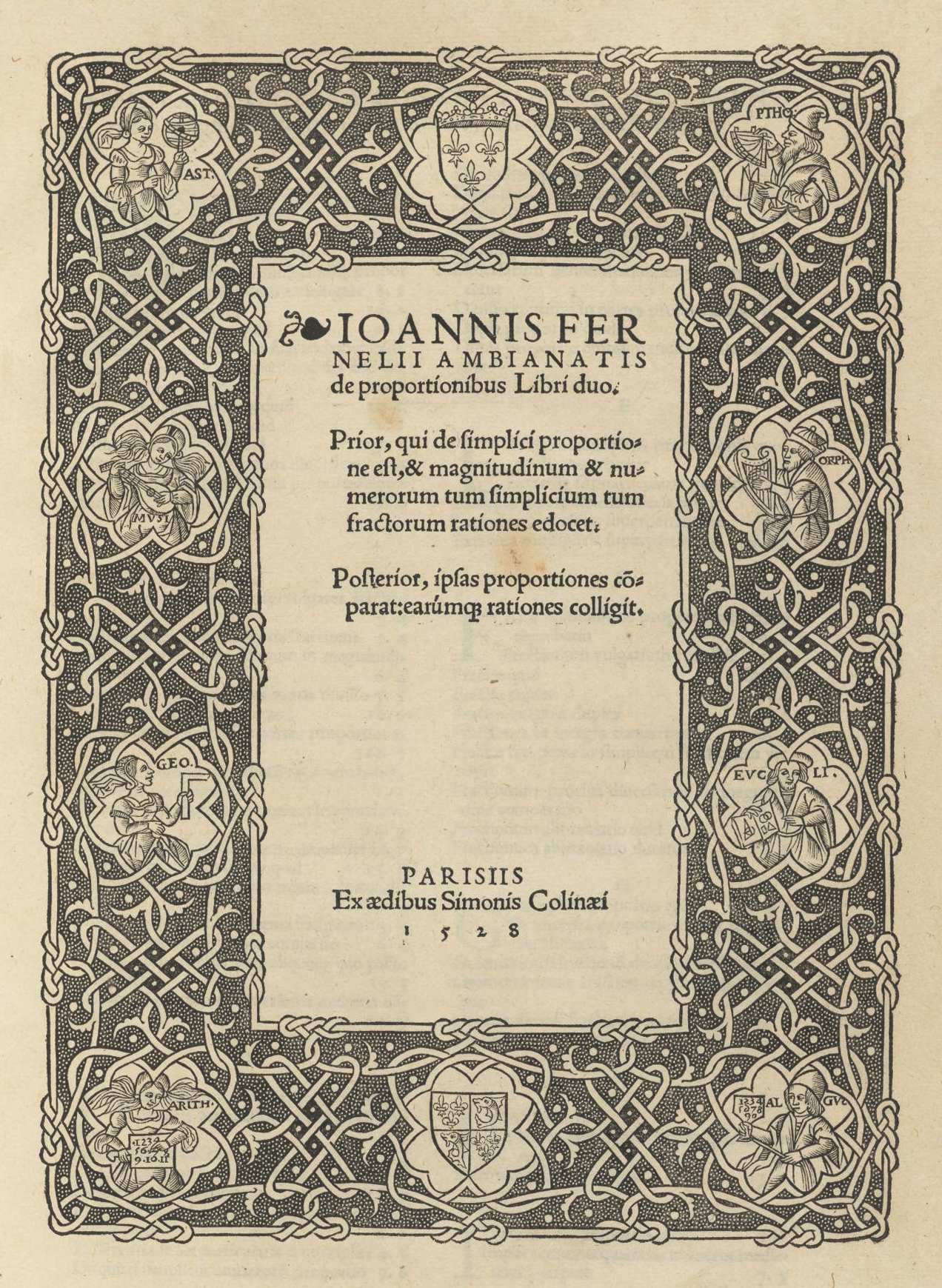
De proportionibus libri duo (1528)

- De naturali parte medicinae (1542), 7 parts
- De vacuandi ratione (1545)
- De abditis rerum causis (1548), 2 parts
- Medicina, ad Henricum II, Galliarum regem christianissimum (1554)
- Thierapeutices universalis (1569), 7 parts
- Febrium curandarum methodus generalis (1577)
- De luis venereæ curatione perfectissima liber (1579)
- Consiliorum medicinalium liber (1582)
- Consilium pro epileptico scriptum (1581)
- Pathologiæ, archiatri clarissimi (1587), 7 parts
- Pharmacia Joannis Fernelii cum Guilel. Planti et Franc. Saguyeri scholiis, in usum pharmacopoearum (1605)
- De arthritidis praeservatione et curatione clarorum doctissimorumque nostrae aetatis medicorum consilia (1602)